# Jiří Skobla
Jiří Skobla (ur. 16 kwietnia 1930 w Pradze, zm. 18 listopada 1978 tamże) – czechosłowacki lekkoatleta, który specjalizował się w pchnięciu kulą.

## Przebieg kariery
Trzykrotny uczestnik igrzysk olimpijskich: Helsinki 1952, Melbourne 1956 oraz Rzym 1960. Podczas swojego drugiego występu na igrzyskach – w roku 1956 – wywalczył brązowy medal. W roku 1954 został mistrzem Europy. Wielokrotny mistrz Czechosłowacji. W latach 1951 – 1957 podczas startów na stadionie aż 18 razy poprawiał rekord Czechosłowacji i 6 razy rekord Europy w pchnięciu kulą. Jiří był synem ciężarowca Jaroslava Skobli. Zmarł w wieku 48 lat na raka nerki.

## Rekordy życiowe
- pchnięcie kulą – 18,52 m (14 sierpnia 1957, Bukareszt)
- pchnięcie kulą (hala) – 18,08 m (27 marca 1966, Dortmund)

## Osiągnięcia
| Rok  | Impreza                     | Miejsce   | Lokata     | Wynik |
| ---- | --------------------------- | --------- | ---------- | ----- |
| 1952 | Igrzyska olimpijskie        | Helsinki  | 9. miejsce | 15,92 |
| 1954 | Mistrzostwa Europy          | Berno     | 1. miejsce | 17,20 |
| 1956 | Igrzyska olimpijskie        | Melbourne | 3. miejsce | 17,65 |
| 1958 | Mistrzostwa Europy          | Sztokholm | 3. miejsce | 17,12 |
| 1960 | Igrzyska olimpijskie        | Rzym      | 9. miejsce | 17,39 |
| 1962 | Mistrzostwa Europy          | Belgrad   | 6. miejsce | 17,87 |
| 1966 | Europejskie igrzyska halowe | Dortmund  | 3. miejsce | 18,08 |